# Élections législatives de 1951 en Côte d'Ivoire
Les élections législatives françaises de 1951 se tiennent le 17 juin. Ce sont les deuxièmes élections législatives de la Quatrième République.

## Mode de scrutin
Le mode d'élection choisit pour ce département est la représentation proportionnelle plurinominale suivant la méthode du plus fort reste.
Dans le territoire de la Côte-d'Ivoire, deux députés sont à élire.

## Élus
| Député sortant           | Parti | Parti    | Député élu ou réélu    | Parti | Parti          |
| ------------------------ | ----- | -------- | ---------------------- | ----- | -------------- |
| Félix Houphouët-Boigny   |       | RDA-UDSR | Félix Houphouët-Boigny |       | RDA-UDSR       |
| Daniel Ouezzin Coulibaly |       | RDA-UDSR | Sékou Sanogo           |       | RPF-EDICI-PPCI |

## Résultats

### Résultats à l'échelle du département
| Parti    | Parti          | Candidat               | Résultats | Résultats | Sièges | Sièges |
| Parti    | Parti          | Candidat               | Voix      | %         |        |        |
| -------- | -------------- | ---------------------- | --------- | --------- | ------ | ------ |
|          | RDA-UDSR       | Félix Houphouët-Boigny | 67 200    | 61,23     | 1      |        |
|          | RPF-EDICI-PPCI | Sékou Sanogo           | 35 336    | 32,19     | 1      |        |
|          | URCI           | Doumouya Vame          | 5 881     | 5,36      | 0      |        |
|          | EEE            |                        | 1 341     | 1,22      | 0      |        |
|          | MD             |                        | 1         | 0,00      | 0      |        |
|          |                |                        |           |           |        |        |
| Inscrits | Inscrits       | Inscrits               | 189 154   | 100,00    | 2      |        |
| Votants  | Votants        | Votants                | 111 287   | 58,83     |        |        |
| Exprimés | Exprimés       | Exprimés               | 109 759   | 98,63     |        |        |